# Copa Pernambuco de Futebol
A Copa Pernambuco de Futebol ou Copa Pernambucana de Futebol foi uma competição estadual de futebol de Pernambuco. Foi jogada nos moldes da Copa do Brasil de Futebol e mais posteriormente nos dias atuais, no Sistema Misto com fases Classificatória (Pontos corridos) e Eliminatória (Mata-mata), que por vezes só foi utilizado uma das fases.
Inicialmente a Copa Pernambucana foi disputada pelas equipes do Campeonato Pernambucano, como um torneio preparatório de Pré-temporada e era disputado no final do ano, anterior ao ano da próxima temporada. A competição teve 19 edições e sua última edição foi realizada em 2019, que teve o Santa Cruz sagrando-se campeão invicto da competição. Foi disputada pelos clubes filiados a Federação Pernambucana de Futebol e pelos clubes convidados, que não disputavam alguma divisão — (Série A1) ou que não possuíam calendário de jogos — (clubes que jogaram a Série A2 e que não conseguiram acesso)
O  Santa Cruz Futebol Clube é o clube que mais venceu a competição, com 5 títulos, seguido pelo Recife Futebol Clube — (atual Manchete), com 4, Sport Club do Recife com 3, e por Desportiva Vitória, com 2 títulos cada. Outros 05 clubes venceram uma edição da competição, sendo portanto 09 o número de clubes campeões. A cidade com maior número de títulos é Recife, com 13 conquistas. Em 3 oportunidades o campeão deste torneio foi um time que não estava na primeira divisão do campeonato nacional daquele ano. São eles: Recife FC, em 1996, Desportiva Vitória, em 2004 e Salgueiro, em 2005. Em 6 oportunidades, o futebol do interior pernambucano teve um clube representante campeão: Ypiranga-PE, em 1994, Porto-PE, em 1999, Central, em 2001, Desportiva Vitória, em 1995 e 2004 e Salgueiro, em 2005.

## História

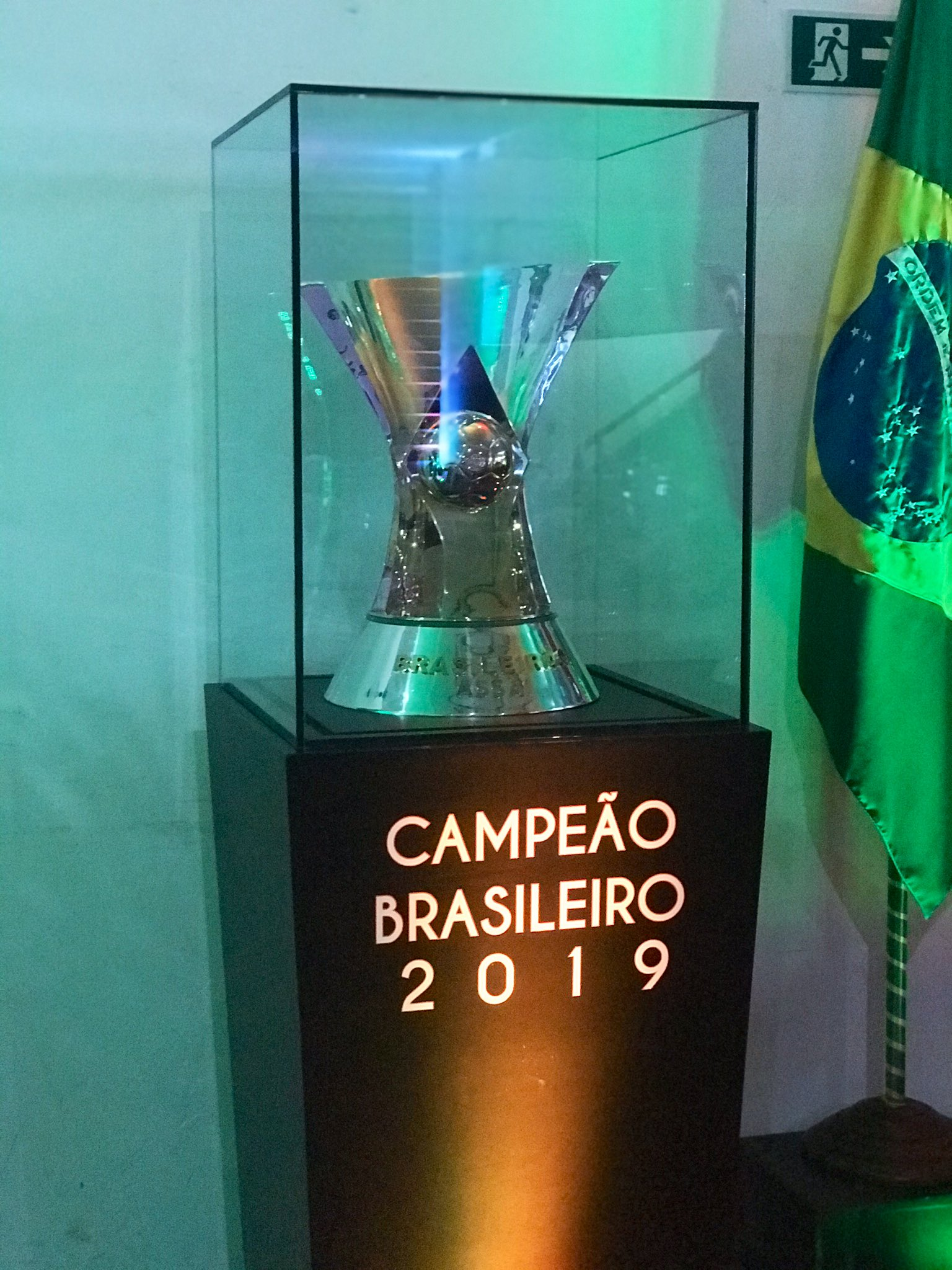
Troféu do Campeonato Brasileiro, modelo que foi homenageado com replica entregue ao campeão de 2019, o Santa Cruz.

A Copa Pernambucana de Futebol foi criada para preparar as equipes que disputariam a primeira divisão do Campeonato Pernambucano. O torneio era um amistoso que acabou dando a oportunidade de outros clubes com menor tradição no futebol pernambucano, de enfrentar um "clube grande" durante o ano. Clubes esses que não tinham condições ou não se classificaram para a elite do futebol estadual. A criação dessa competição então, visava valorizar a maioria dos clubes das regiões do Sertão Pernambucano, Agreste, São Francisco e Zona da Mata, clubes estes que não tinham mais representatividade na Série A1 do Pernambucano e voltaram a crescer em importância para os clubes médios e pequenos dessas regiões, por eles terem novamente chances até de chegarem, pelo menos teoricamente, à Série A2 do Estadual.
A primeira edição da Copa Pernambucana de Futebol ocorreu em 1994 e contou com 9 participantes, todas filiadas e ativas na FPF e participantes da Série A1 do Pernambucano. Era também uma forma de alavancar o desenvolvimento do futebol de equipes de menor tradição. Para esses clubes, era também a oportunidade de enfrentar um "clube grande" durante a competição, seja com a equipe profissional ou base e o respaldo das equipes do interior do estado. O Ypiranga-PE foi o seu primeiro campeão, que estava estreando pela primeira vez da edição de 1994 do Campeonato Pernambucano. Em 2006, chegou a ser suspensa por falta de incentivos e interesse das equipes, voltando a ser disputada ano seguinte.
Na edição do ano seguinte em 2008, foi a edição com maior número de publico. No total, foram 67.938 pessoas que acompanham a campanha do Santa Cruz, que ganhou seu primeiro título na competição. Feito que se repetiu no ano seguinte em 2009, onde o Santa garantiu seu segundo título.
Na Copa Pernambuco de Futebol de 2011, um fato curioso chamou muita a atenção em sua história. Além de ser a 17ª edição e contar com elenco Sub-20, o destaque foi para o formato da taça atribuido ao Náutico, que conquistou seu primeiro título. A taça em questão, era uma replica de uma das mais cobiçadas no futebol mundial, a taça da Copa do Mundo da FIFA. Já em 2012, houve a última edição do torneio que teve o Santa Cruz como campeão e conquistando seu quarto título, permanecendo até 2018.
Em 2019, o presidente da FPF Evandro Carvalho, o retorno da Copa Pernambuco ao calendário do futebol estadual. O mandatário da entidade máxima do futebol pernambucano, comentou sobre o objetivo e a importância da competição voltar a fazer parte do calendário do futebol profissional pernambucano. Segundo o Diretor de Competições, Murilo Falcão, poderiam participar desta edição, os clubes profissionais filiados à FPF e que estivessem em dia com as suas obrigações estatutárias. Os clubes interessados, deveriam enviar ofício à FPF formalizando o pedido de participação.
Após 7 anos sem a realização do torneio, em 2019 foi realizada a 19ª edição da competição e contou com a presença de 10 equipes filiadas a federação. Novamente teve o Santa Cruz campeão da Copa, conquistando seu 5º título e se isolando como maior campeão da competição. E novamente, a competição se destacou por um fato curioso. A competição mais uma vez fez homenagem a uma das maiores competições do futebol do mundo. Desta vez, a taça entregue ao campeão foi uma replica do troféu do Campeonato Brasileiro de Futebol, modelo utilizado desde 2014. Devido à pandemia de COVID-19, a Federação Pernambucana suspendeu as atividades do Campeonato Pernambucano, de Janeiro a Abril de 2020. Competições de menor expressão, foram canceladas e como de praste, a Copa Pernambucana de Futebol foi extinguida.
Diferente de outras copas estaduais no país como a Copa Paulista, Copa Rio, Copa Federação Gaúcha de Futebol e dentre outras, a Copa Pernambucana de Futebol nunca deu vaga direta para outras competições como Copa do Brasil de Futebol e Campeonato Brasileiro - Série D, sendo uma competição não oficial com pouca credibilidade e  não há premiações em dinheiro para a equipe campeã.

## Sistema de disputa
A disputa da Copa Pernambucana de Futebol se dá no sistema "Sistema Misto", no qual dois times formam grupos classificatórios e as equipes de melhor classificação, disputam uma fase eliminatória no sistema de "Mata-mata”, em jogos de ida e volta ou jogos únicos. Em outras ocasiões, a competição foi toda realizada no sistema de Mata-mata, igual como na Copa do Brasil. Não há um sistema fixo na competição, podendo ter mais ou menos clubes participantes.

### Critérios de desempate
Os critérios de desempate varia conforme cada edição, sendo que em algumas ocasiões foram utilizados os seguintes critérios:
Torneio de mata-mata (Toda competição)
1. Saldo de gols.
2. Disputa por pênaltis
3. Critério do gol fora

Torneio misto (Classificatória e eliminatória)
1. Número de vitórias
2. Saldo de gols
3. Gols marcados

### Novo formato em 2019
A Copa Pernambuco de 2019 foi disputada por 10 clubes, com jogos de 5 de outubro a 6 de dezembro. O regulamento foi semelhante ao da última temporada, com uma fase classificatória e uma fase eliminatória até a decisão.
Pela fórmula definida após conselho arbitral, em 26 de setembro, o torneio teve dois grupos de 5 clubes cada, os clubes jogos entre si dentro do seu grupo em turno único (cada equipe fez duas partidas em casa e duas foras). Ao fim da primeira fase, passaram os dois melhores de cada grupo, com semifinal e final em ida e volta. Ao todo, o campeão fez 8 partidas..
Formato
- Primeira fase: (fase de grupos): 10 clubes distribuídos em dois grupos (jogos somente de ida, passam os 2 melhores de cada grupo).
- Segunda Fase: (semifinal): 4 clubes distribuídos em dois grupo de dois clubes (jogos de ida e volta, passam os 2 melhores).
- Terceira fase: (final): em um grupo de dois clubes, de onde sairá o campeão.

Critérios de Desempate
Na 1ª Fase sempre que duas ou mais equipes estiverem em igualdade de pontos,  os critérios de desempates devem ser aplicados na seguinte ordem:
1. Número de vitórias
2. Saldo de gols
3. Gols marcados
4. Número de cartões vermelhos
5. Número de cartões amarelos
6. Sorteio público

Na 2ª e 3ª fase, sempre que as duas equipe estiverem em igualdade do pontos aplica-se os seguintes critérios:
1. Saldo de gols;
2. Tiros de ponto penal, conforme as Regras do Jogo de Futebol.

## Classificação

### Participantes
Por ser uma competição preparatória de Pré-temporada, a participação das equipes se da aos que disputam a Série A1 do Pernambucano e alguns da Série A2, sendo que não há nenhum critério de participação ou número fixo de clubes. Em algumas exceções, a FPF atribui convites para clubes que não se enquadre as ocasiões anteriores, para complementar os participantes por edição e a partir daí, conforme abaixo:
| Vagas     | Classificação | Forma de classificação |
| --------- | ------------- | --- |
| Aleatorio | FPF1          | Vagas fixas - Clubes que disputam a Série A1 - Clubes que disputam a Série A2 Vagas variáveis - Qualquer equipe que estejam na Séries A1 - Clubes da Série A2, que queiram participar - Equipes convidadas, para complementação - Equipes que estejam em dias com suas obrigações, junto a FPF |

1 A federação pode decidir quem ira participar da competição, desde que nenhum clube tenha pendências e que tenha regulamentação.

## Campeões
| Edição      | Ano         | Campeão                | Vice-campeão          | Terceiro colocado     | Quarto colocado       |
| ----------- | ----------- | ---------------------- | --------------------- | --------------------- | --------------------- |
| 1ª          | 1994        | Ypiranga-PE (1)        | Desportiva Vitória    | Desconhecido          | Desconhecido          |
| 2ª          | 1995        | Desportiva Vitória (1) | Flamengo de Arcoverde | Desconhecido          | Desconhecido          |
| 3ª          | 1996        | Recife (1)             | Central               | Desconhecido          | Desconhecido          |
| 4ª          | 1997        | Recife (2)             | Serrano-PE            | Desconhecido          | Desconhecido          |
| 5ª          | 1998        | Sport (1)              | Santa Cruz            | Desconhecido          | Desconhecido          |
| 6ª          | 1999        | Porto-PE (1)           | Central               | Sport                 | Unibol                |
| 7ª          | 2000        | Recife (3)             | Sport                 | Desconhecido          | Desconhecido          |
| 8ª          | 2001        | Central (1)            | Decisão Sertânia      | Desconhecido          | Desconhecido          |
| 9ª          | 2002        | Recife (4)             | Intercontinental      | AE Barreiros          | Surubim               |
| 10ª         | 2003        | Sport (2)              | Náutico               | Central               | Vera Cruz             |
| 11ª         | 2004        | Desportiva Vitória (2) | Centro Limoeirense    | Náutico               | AE Barreiros          |
| 12ª         | 2005        | Salgueiro (1)          | Sport                 | Belo Jardim           | Cabense               |
| 2006        | 2006        | Torneio não disputado  | Torneio não disputado | Torneio não disputado | Torneio não disputado |
| 13ª         | 2007        | Sport (3)              | Náutico               | Porto-PE              | Santa Cruz            |
| 14ª         | 2008        | Santa Cruz (1)         | Atlético Pernambucano | Betaniense            | Salgueiro             |
| 15ª         | 2009        | Santa Cruz (2)         | Central               | Sport                 | Timbaúba              |
| 16ª         | 2010        | Santa Cruz(INV) (3)    | Porto-PE              | Sport                 | Central               |
| 17ª         | 2011        | Náutico (1)            | Santa Cruz            | Sport                 | Atlético Pernambucano |
| 18ª         | 2012        | Santa Cruz (4)         | Porto-PE              | Sport                 | Náutico               |
| 2013 – 2018 | 2013 – 2018 | Torneio não disputado  | Torneio não disputado | Torneio não disputado | Torneio não disputado |
| 19ª         | 2019        | Santa Cruz(INV) (5)    | Náutico               | Pesqueira             | Íbis                  |

### Títulos por clube
| Clube              | Títulos                          | Vices                 |
| ------------------ | -------------------------------- | --------------------- |
| Santa Cruz         | 5 (2008, 2009, 2010, 2012, 2019) | 2 (1998 e 2011)       |
| Recife             | 4 (1996, 1997, 2000, 2002)       | 0 (não possui)        |
| Sport              | 3 (1998, 2003, 2007)             | 2 (2000 e 2005)       |
| Desportiva Vitória | 2 (1995, 2004)                   | 1 (1994)              |
| Central            | 1 (2001)                         | 3 (1996, 1999 e 2009) |
| Náutico            | 1 (2011)                         | 3 (2003, 2007 e 2019) |
| Porto-PE           | 1 (1999)                         | 2 (2010 e 2012)       |
| Ypiranga-PE        | 1 (1994)                         | 0 (não possui)        |
| Salgueiro          | 1 (2005)                         | 0 (não possui)        |

 Campeão invicto

### Títulos por cidade
| Cidade                   | Títulos | Equipes                                            |
| Recife                   | 13      | Santa Cruz (5), Recife (4), Sport (3) e Náutico(1) |
| Caruaru                  | 2       | Central (1) e Porto-PE (1)                         |
| Vitória de Santo Antão   | 2       | Vitória das Tabocas (2)                            |
| Salgueiro                | 1       | Salgueiro (1)                                      |
| Santa Cruz do Capibaribe | 1       | Ypiranga-PE (1)                                    |

## Artilharia

### Por edição
| Ano     | Artilheiro                                                  | Clube                                                       | Gols                                                        |
| ------- | ----------------------------------------------------------- | ----------------------------------------------------------- | ----------------------------------------------------------- |
| 1994-98 | Sem informações                                             | Sem informações                                             | Sem informações                                             |
| 1990    | Fabian Santos                                               | América-PE                                                  | 8                                                           |
| 2000-06 | De 2000 a 2005, não tem informações. 2006 não teve torneio. | De 2000 a 2005, não tem informações. 2006 não teve torneio. | De 2000 a 2005, não tem informações. 2006 não teve torneio. |
| 2007    | Sem informações                                             | Sem informações                                             | Sem informações                                             |
| 2008    | Edmundo                                                     | Santa Cruz                                                  | 8                                                           |
| 2009    | Gaúcho                                                      | Santa Cruz                                                  | 12                                                          |
| 2010    | Fábio                                                       | Porto-PE                                                    | 7                                                           |
| 2011    | Sem informações                                             | Sem informações                                             | Sem informações                                             |
| 2012    | Renato                                                      | Náutico                                                     | 5                                                           |
| 2012    | Pedro Gusmão                                                | Santa Cruz                                                  | 5                                                           |
| 2013-18 | Torneios não realizados                                     | Torneios não realizados                                     | Torneios não realizados                                     |
| 2019    | Leozinho                                                    | Santa Cruz                                                  | 6                                                           |

## Participações
Os clubes que mais participaram da Copa Pernambucana (de 1994 a 2019) por município:
|  | Participantes em 2019 |

| Municípios               | Clube                 | Total (1994-2014) |
| ------------------------ | --------------------- | ----------------- |
| Cabo de Santo Agostinho  | Cabense               | 10                |
| Caruaru                  | Central               | 5                 |
| Caruaru                  | Porto-PE              | 4                 |
| Carpina                  | Atlético Pernambucano | 4                 |
| Garanhuns                | Sete de Setembro      | 4                 |
| Limoeiro                 | Centro Limoeirense    | 9                 |
| Paulista                 | Íbis                  | 4                 |
| Recife                   | Náutico               | 8                 |
| Recife                   | Santa Cruz            | 8                 |
| Recife                   | Sport                 | 10                |
| Santa Cruz do Capibaribe | Ypiranga-PE           | 5                 |
| Vitória de Santo Antão   | Desportiva Vitória    | 9                 |